# Pietro Biffis
Pietro Biffis (Mareno di Piave, 20 maggio 1883 – Treviso, 24 aprile 1937) è stato un medico, militare e politico italiano.

## Biografia
Nato in una famiglia di possidenti terrieri, dopo la laurea all'università di Padova lavorò all'ospedale di Torino come assistente di patologia speciale.
Interventista, allo scoppio della Grande Guerra si arruolò volontario come medico militare nella 268ª compagnia del battaglione "Val Piave" (7º Reggimento alpini). Prestò servizio sul fronte dolomitico, guadagnandosi la medaglia di bronzo al valor militare, quindi, dopo la rotta di Caporetto, passò sul monte Grappa quale dirigente sanitario del 12º Gruppo alpini.
Tra il marzo e il maggio 1918 insegnò medicina all'università di Torino, ma a giugno tornò sul fronte, questa volta con il 13º Gruppo alpini impegnato sul monte Altissimo. Nuovamente sul Grappa, partecipò all'avanzata italiana sino a Feltre. Durante le ultime fasi del conflitto, ricevette una seconda medaglia di bronzo e la croce di guerra britannica e fu inoltre promosso al grado di capitano.
Dal 1921 riprese la libera docenza a Torino e l'anno successivo divenne primario della 2ª divisione medica dell'ospedale cittadino. Nello stesso periodo iniziò il suo impegnò politico aderendo al fascismo e partecipò alla sua organizzazione nella provincia di Treviso.
Eletto deputato con le politiche del 1934, poco dopo partì per la guerra d'Etiopia con il grado di maggiore e poi di tenente colonnello. Tornato in Italia, riprese la sua attività di medico come primario dell'ospedale di Treviso, città dove morì il 24 aprile 1937, all'età di 53 anni, da deputato in carica.